# Arènes nationales
Pour l'infrastructure sportive de la banlieue de Dakar, voir Arène nationale.

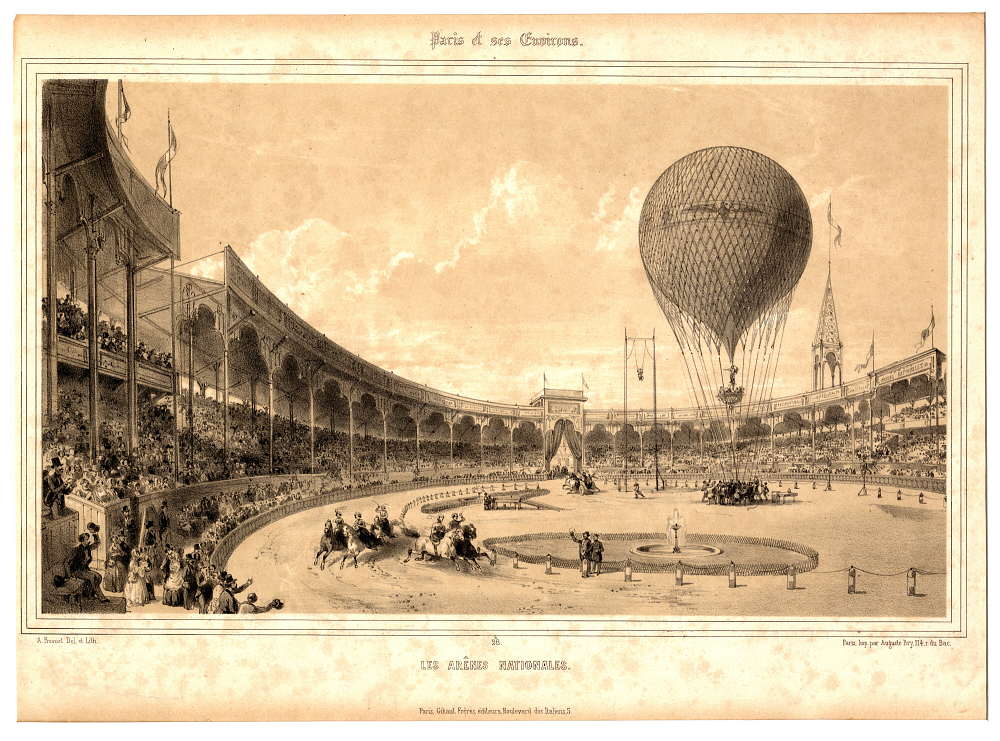
Vue des Arènes nationales.

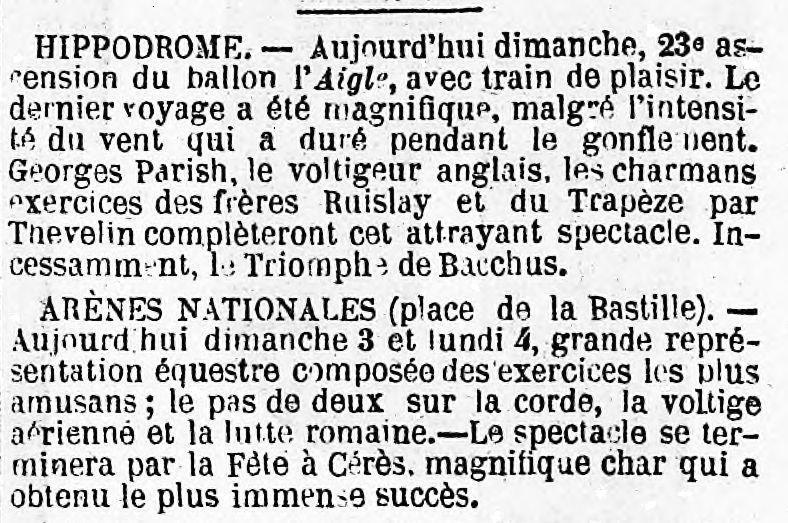
La Presse, 3 août 1851.

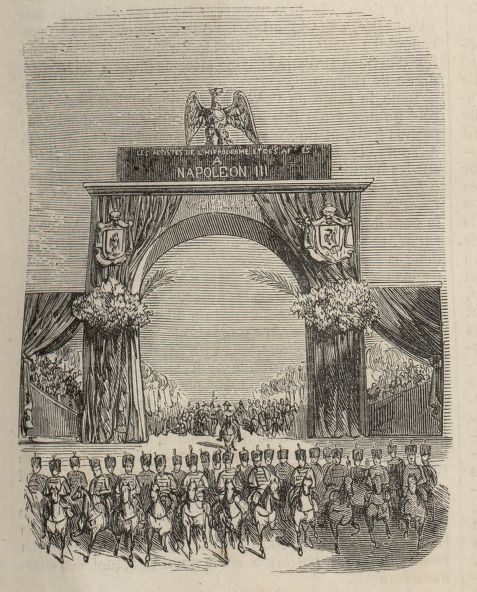
Arc de triomphe des artistes de l'Hippodrome et des Arènes, 16 octobre 1852.

Les Arènes nationales, rebaptisées ensuite Arènes impériales – le premier nom continuant aussi à être employé –, étaient un vaste lieu parisien de spectacles en plein air qui fut inauguré le 1er juillet 1851.
Son entrée se trouvait place de la Bastille.

## Histoire
Les Arènes nationales furent créées à l'initiative de Pierre-Célestin Arnault, dit Arnault aîné, directeur de l'Hippodrome. L'architecte était L. Hegounet, Junior, de Paris.
L'exploitation de ce lieu de spectacles dura au moins jusqu'en 1854 inclus. Notamment, le 23 février 1852 il accueillait le cortège carnavalesque du Bœuf Gras qui était parti de l'Hippodrome et était organisé par Arnault.
Le Nouvelliste écrit, le lundi gras 23 février 1852 :
Le bœuf gras et son magnifique cortège fera son entrée triomphale aujourd'hui lundi, à deux heures, aux Arènes Nationales, place de la Bastille. Aussitôt son arrivée, le spectacle commencera. Le roi d'Yvetot et sa cour, course engagée sur chevaux pur-sang entre quatre dames en dominos et masques ; le tournoi grotesque et une foule d exercices plus comiques les uns que les autres, complèteront cette charmante fête. Pendant tout le temps on entendra les chœurs des Enfants de Paris.
Les Arènes nationales étaient une succursale de l'Hippodrome. C'était la même troupe qu'à l'Hippodrome et les représentations y alternaient avec celles de l'Hippodrome situé alors place de l'Étoile. L'Hippodrome était habitué des démonstrations aérostatiques. Une affiche nous annonce que tous les dimanches et lundis à quinze heures aux Arènes nationales on peut admirer l'envol du ballon L'Aigle.
Quelques mois après son ouverture, les Arènes nationales troquaient leur appellation républicaine pour celle d'Arènes impériales. Cependant, l'ancien et le nouveau nom continuèrent à être utilisés.
Le 16 octobre 1852, Louis Bonaparte, président de la République, revint d'un de ses voyages promotionnels de l'Empire commencés le 1er septembre précédent. Il s'agissait de celui qu'il avait effectué dans le Midi. Le premier arc de triomphe qui l'attendait à Paris était dressé place Valhubert, le second était boulevard Bourdon et portait cette inscription :
LES ARTISTES DE L'HIPPODROME ET DES ARÈNES A NAPOLÉON  III. VIVE  L'EMPEREUR !
Et, quand le futur Empereur y passa, un ballon enleva au même moment un aigle doré colossal tenant dans ses serres une couronne de laurier.
Les Arènes impériales cessèrent assez vite leurs activités. Celles-ci apparaissent encore dans la presse parisienne en 1854. Le Journal pour rire du 26 août 1854 rend compte d'une représentation gratuite donnée aux « Arènes nationales » à l'occasion de la fête nationale française du 15 août 1854. Cependant, dès avril 1854, le terrain des Arènes impériales fait partie de terrains vendus pour la construction de nouveaux immeubles.

## L'inauguration le1erjuillet 1851
Théophile Gautier écrit dans La Presse du 7 juillet 1851 :
Arènes nationales.— Ouverture.
La place de la Bastille et la rue de Lyon avaient, lundi dernier, l'apparence de la calle d'Alcala à Madrid un jour de course.– Dia de toros. – Les voitures se hâtaient de toutes parts et de longues files de piétons dont aucun ne retournait, se dirigeaient vers le même but ; on ouvrait les Arènes nationales, espèce de succursale de l'Hippodrome, trop éloigné des faubourgs populeux de Paris et plus exclusivement destine à la fashion qui le trouve sur le chemin du bois de Boulogne.
Les Arènes nationales ont à l'extérieur une apparence de place de taureaux qui nous fit battre le cœur et nous rappela Valence ou Grenade. C'est la même construction, sauf la barrière inférieure qui est moins haute que dans une place véritable. L'arène proprement dite rie paraît pas plus grande que celle de l'Hippodrome, mais l'espace réservé aux spectateurs est plus vaste et s'élève en amphithéâtre plus escarpé ;...

## 1854-1855: la fin des Arènes nationales
Les Arènes nationales disparaissent en 1855. Peu après, sur le vaste terrain des arènes, des lotissements sont créés — notamment à l'initiative de la Compagnie générale immobilière, fondée en 1854 par Moïse Polydore Millaud — et de nouvelles voies de dessertes sont percées. L'une de ces voies  porte d'ailleurs le toponyme d'avenue Millaud, avant d'être renommée rue Crémieux en 1897.

La vente du terrain des Arènes nationales
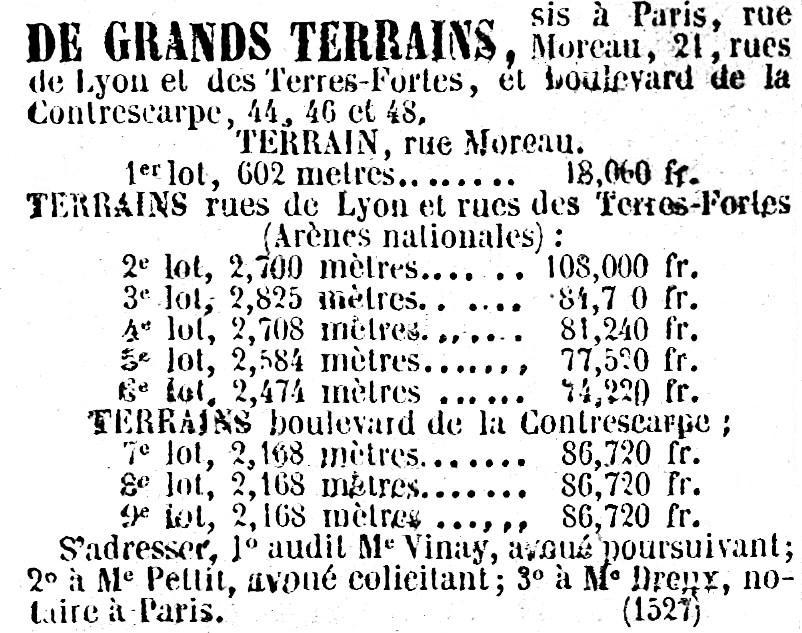
Journal des débats, 15 avril 1854[16].
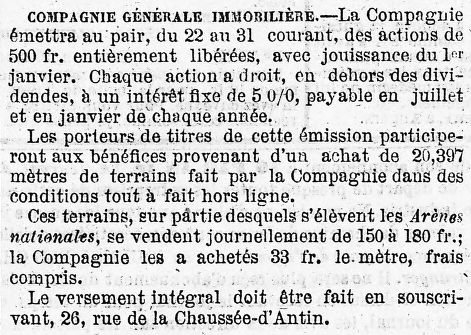
La Presse, 27 janvier 1855[17].
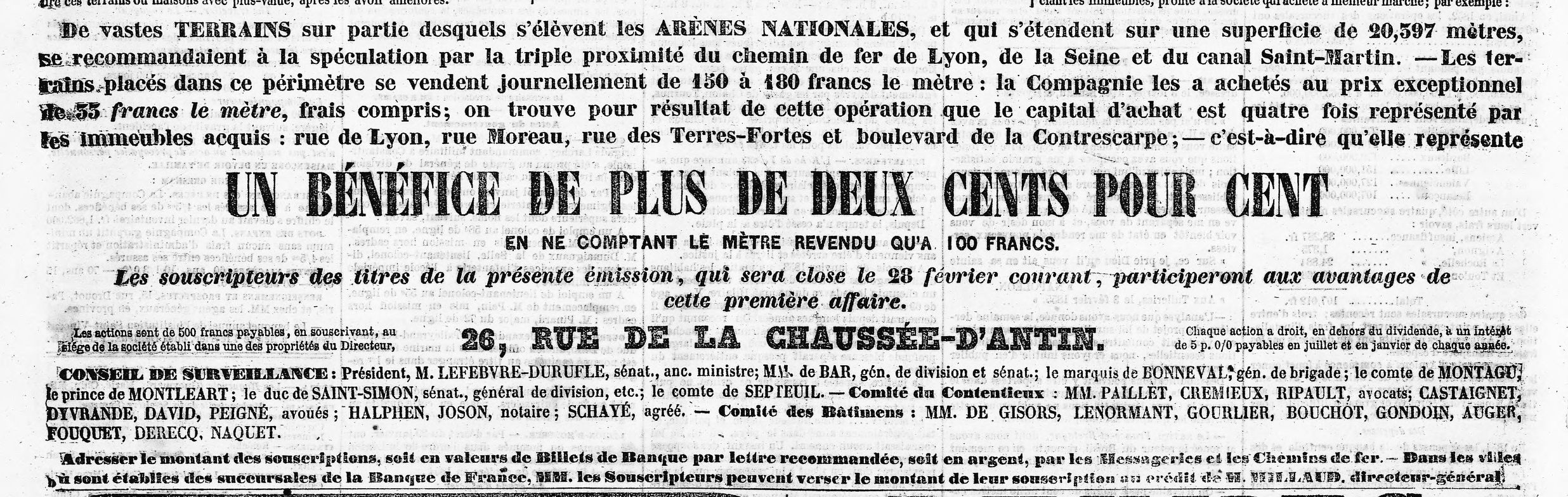
La Presse, 7 février 1855, p. 4[18].

## Articles liés
- Hippodrome (spectacles parisiens)
- Hippodrome au pont de l'Alma
- Hippodrome de Montmartre
- Gaumont-Palace